# Tysk Vestafrika
Tyske Vestafrika (tysk: Deutsch-Westafrika) var en tidig benævnelse for de tysk beskyttede områder i det vestlige Afrika, som eksisterede 1884-1919. I regel regner man Kamerun og Togo som en enhed. Mere sjældent regnes også Tysk Sydvestafrika med.

## Historik
Tysk Vestafrikakompagni blev oprettet med hovedkontor i Hamburg. Foretagendet var virksomt i både Kamerun og Togoland. Efter flere år uden større overskud blev det opløst af det Tyske rige den 13. november 1903.